# 991
| Calendário gregoriano                                                        | 991 CMXCI                                            |
| Ab urbe condita                                                              | 1744                                                 |
| Calendário arménio                                                           | 440 – 441                                            |
| Calendário bahá'í                                                            | -853 – -852                                          |
| Calendário budista                                                           | 1535                                                 |
| Calendário chinês                                                            | 3687 – 3688 Início a 19 de janeiro (aproximadamente) |
| Calendário copta                                                             | 707 – 708                                            |
| Calendário etíope                                                            | 983 – 984                                            |
| Calendários hindus - Vikram Samvat - Calendário nacional indiano - Cáli Iuga | 1046 – 1047 912 – 913 4091 – 4092                    |
| Calendário Holoceno                                                          | 10991                                                |
| Calendário islâmico                                                          | 381 – 382                                            |
| Calendário judaico                                                           | 4751 – 4752                                          |
| Calendário persa                                                             | 369 – 370                                            |
| Calendário rúnico                                                            | 1241                                                 |
| Calendário solar tailandês                                                   | 1534                                                 |

991 (CMXCI, na numeração romana) foi um ano comum do século X do Calendário Juliano, da Era de Cristo, teve início a uma quinta-feira e terminou também a uma quinta-feira e a sua letra dominical foi D (53 semanas).
No território que viria a ser o reino de Portugal estava em vigor a Era de César que já contava 1029 anos.
| Ano completo                        |
| ----------------------------------- |
| Ano comum com início à quinta-feira |

## Nascimentos
- Rei Sancho III de Navarra, I de Castela.

## Mortes
- En'yu, 64º imperador do Japão.